# Cladycnis insignis
Cladycnis insignis är en spindelart som först beskrevs av Lucas 1838.  Cladycnis insignis ingår i släktet Cladycnis och familjen vårdnätsspindlar.
Artens utbredningsområde är Kanarieöarna. Inga underarter finns listade i Catalogue of Life.